# Monaka
Le monaka (最中) est une pâtisserie japonaise à base de gaufrettes fourrées aux haricots azuki sucrés. Dans certains cas, la pâte à base de haricots azuki peut être remplacée par de la confiture de sésame, de noisettes ou de la pâte de riz (mochi).
Des versions modernes existent également, utilisant de la crème glacée à la place ou en plus des haricots azuki.
Il existe plusieurs formes : carré, triangulaire, ou en forme de fleurs (cerisiers, chrysanthèmes, etc.).
Le monaka est une pâtisserie traditionnellement servie lors de la cérémonie du thé. Il existe encore au Japon de nombreuses boutiques spécialisées dans les monaka.